# Cheryl Morgan
Cheryl Morgan est une critique littéraire et éditrice britannique de science-fiction. Elle remporte le prix Hugo 2004 du meilleur magazine amateur pour son travail sur le fanzine Emerald City de 1995 à 2006. Elle est la première personne ouvertement trans à remporter un prix Hugo et est actuellement rédactrice en chef du magazine de science-fiction Salon Futura.

## Biographie
Cheryl Morgan édite le fanzine Emerald City de 1995 à 2006. Elle réside à Melbourne, à San Francisco et au Royaume-Uni pendant cette période. Elle fait partie de l'équipe qui dirige Science Fiction Awards Watch et est rédactrice non romanesque du Clarkesworld Magazine de 2009 à 2011. Elle est propriétaire de Wizard's Tower Press et de la boutique de livres électroniques Wizard's Tower Books avant sa fermeture en raison de changements dans la réglementation de l'Union européenne. Elle est rédactrice en chef de Salon Futura, un magazine de science-fiction proposant un mélange d'articles et de vidéos lancé en 2010.  
Cheryl Morgan est invitée d'honneur à l'Eurocon 2012, et est juge pour le Prix Otherwise en 2018.  Elle est conférencière principale à la conférence Worldling SF en 2018 et siège au conseil consultatif de Fafnir – Nordic Journal of Science Fiction and Fantasy Research. Cheryl Morgan est également administratrice de San Francisco Science Fiction Conventions Inc, et est l'une des fondatrice de l'Association pour la reconnaissance de l'excellence dans la traduction SF & F.
En plus de son travail littéraire, Cheryl Morgan co-présente Women's Outlook, une émission de radio associative hebdomadaire à Bristol, au Royaume-Uni, axée sur les problèmes des femmes, et est directrice de The Diversity Trust, une société d'intérêt communautaire basée au Royaume-Uni. Elle est également coprésidente d'OutStories Bristol, une organisation d'histoire LGBT, et présente des travaux sur l'histoire trans sous la forme de conférences. 

## Prix et distinctions
Cheryl Morgan est nommée pour plusieurs prix Hugo et en remporte quatre : meilleur magazine amateur en 2004 pour Emerald City, meilleur écrivain amateur en 2009 et meilleur magazine semi-professionnel en 2010 et 2011, avec l'équipe de Clarkesworld. Elle est la première personne ouvertement trans à gagner un prix Hugo,.